# خط الرقاع

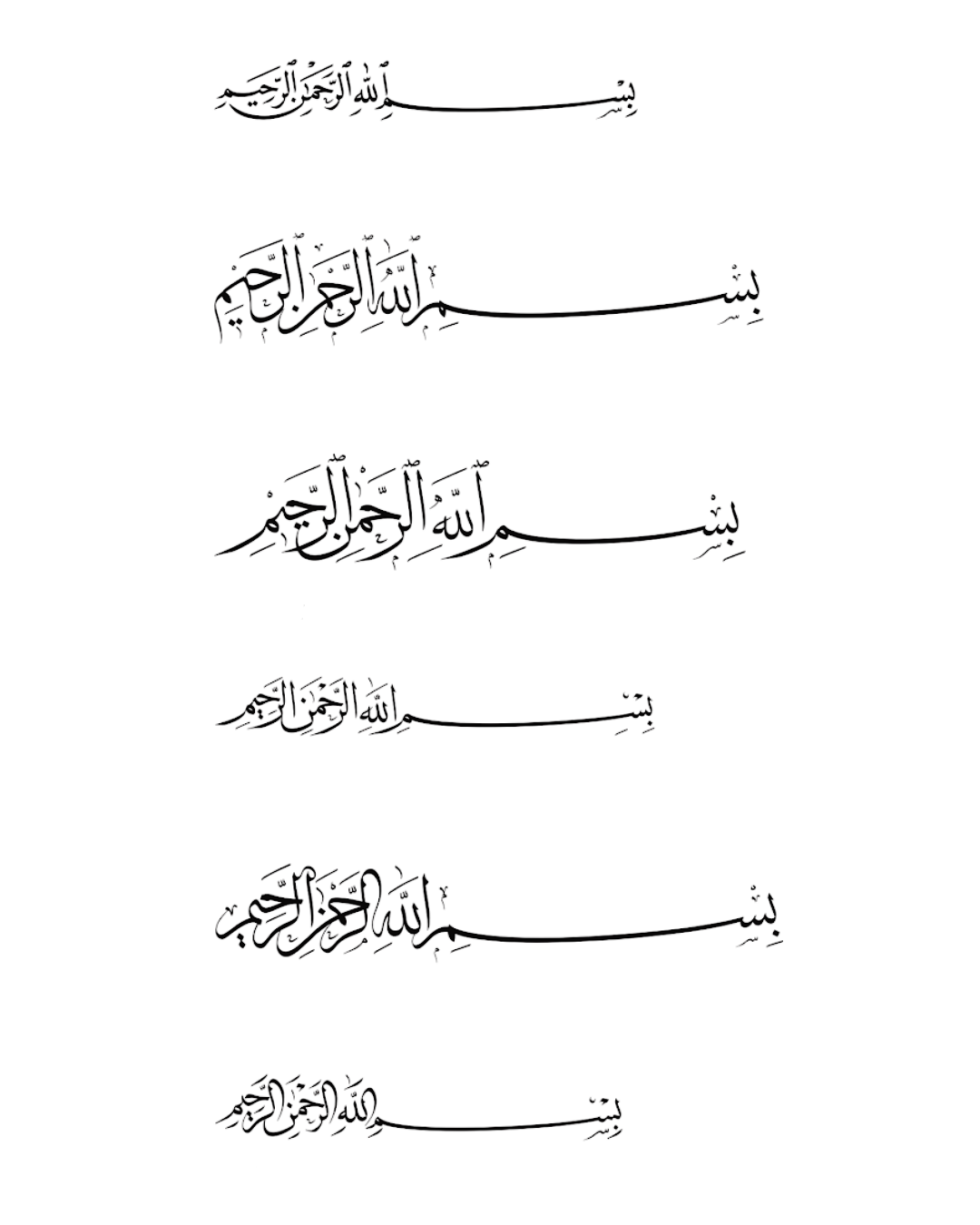
صورة لخذ الرقاع، أو الرقعة

الرِقاع أسلوب في الخط العربي وهو من الأقلام الستة. وقد استخدم للمراسلات الخاصة، على أوراق وجلود صغيرة، للكتب والنصوص غير الدينية. ذكر ابن النديم في كتابهِ "الفهرست"، أن مبتكر خط الرقاع كان الفضل بن سهل. كان هذا الخط أحد أكثر الخطوط المفضلة للدولة العثمانية. وقد أصبح تدريجياً أبسط وأسهل من قبل خطاطين آخرين وتحوّل تدريجياً إلى خط جديد، سُمي لاحقاً بخط الرقعة، والذي هو اليوم أحد أكثر الخطوط شيوعاً واستعمالاً في البلدان العربية.